# Forsthaus Lindhorst
Das Forsthaus Lindhorst ist ein Wohnplatz im Ortsteil Woltersdorf der Gemeinde Nuthe-Urstromtal im Landkreis Teltow-Fläming im Land Brandenburg. Das Forsthaus ist bereits in der Schmettaukarte von 1767/87 verzeichnet.

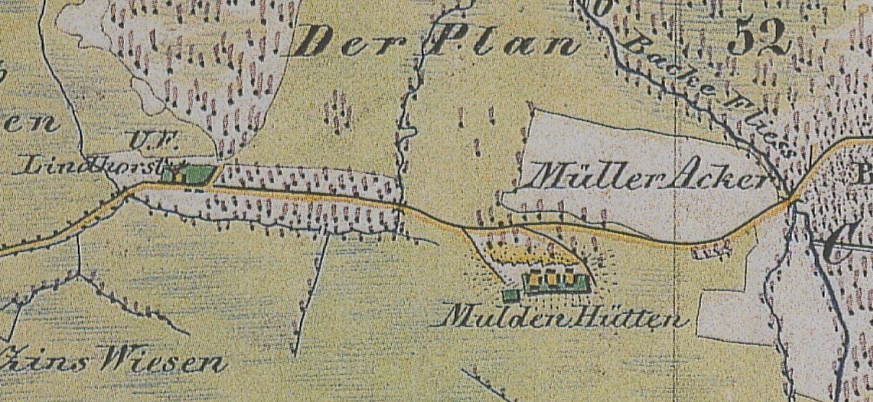
Forsthaus Lindhorst auf dem Urmesstischblatt 3945 Woltersdorf von 1841

## Geografische Lage
Das Forsthaus Lindhorst liegt ca. 2,6 km südlich von Woltersdorf und ca. 2 km östlich von Luckenwalde; nördlich an der Gottower Chaussee nach Gottow. 800 Meter ostsüdöstlich liegt der ebenfalls zu Woltersdorf gehörende Wohnplatz Moldenhütten. Gottow selber liegt ca. 4 km östlich des Wohnplatzes Forsthaus Lindhorst.

## Geschichte
Bereits im Jahr 1480 wurde von einem Gebäude berichtet, dass bis an den weg der nach Lindhorst gehet lag. Die Schmettaukarte von 1767/87 verzeichnet hier mehrere Häuser, die mit Beschriftung Förster versehen sind. 1801 wohnten in dem Büdneretablissement unweit Luckenwalde drei Büdnerfamilien mit insgesamt 28 Personen. Vier Jahre später erschien der Wohnplatz als Luckenwalder Busch. Im Jahr 1817 wurde von einem Büdneretablissement und Forsthaus zu Gottow mit einem Wohnhaus berichtet. Mittlerweile war die Anzahl der Bewohner auf 15 Personen gesunken und ging in den folgenden Jahren auf sieben Personen im Jahr 1837 zurück. Im Urmesstischblatt ist die Siedlungsstelle als U.F. Lindhorst verzeichnet. 1855 gehörte die Försterei Lindhorst innerhalb der Hierarchie der Forstverwaltung zur Oberförsterei Scharfenbrück. 1879 wurde diese Oberförsterei nach Woltersdorf verlegt und in Oberförsterei Woltersdorf umbenannt. 1858 lebten hier noch fünf Personen. Die weitere urkundliche Erwähnung des Forsthauses Lindhorst sonst Luckenwalder Busch genannt stammt aus dem Jahr 1861. Im Jahr 1871 lebten in einem Gebäude wieder neun Personen, im Jahr 1885 waren es zehn. In den Folgejahren schwankte die Bewohnerzahl zwischen fünf Personen (1895), drei Personen (1905) und sechs Personen (1925). Ab 1931 war das Forsthaus Lindhorst ein Wohnplatz von Woltersdorf und kam mit ihm zusammen im Jahr 1993 zur neu gegründeten Gemeinde Nuthe-Urstromtal. Das Forsthaus besaß zu keiner Zeit eine eigene Kirche und war nach Luckenwalde eingekircht.

## Liste der Förster
- 1833 Förster Krell[4]
- 1834 Förster Freiberger[5]
- (1855) bis 1856 (†) Förster Keil[6][7]
- ab 1. Januar 1857 Förster Karl Gustav Hermann Kurtzleben (* 10. Juli 1806)[8][7]
- ab 1. November 1865 bis 20. September 1874 Förster Reinhold Wilhelm Muh (* 4. April 1828, † 20. September 1874[9]), vorher Feldwebel und zum Amtsantritt zum Förster befördert[10]
- ab 1. November 1874 bis 30. Juni 1894 Förster Wilhelm Poppenberg, vorher in der Försterei Döllnkrug[11][12] erhielt 1891 das Allgemeine Ehrenzeichen[13] er erhielt 1884 das Ehrenportepée[12]
- (1901) Förster Abendroth[3]
- (1906) Förster Kieseler, Diensteintritt: 1. April 1891[14] war vorher in der Försterei Neuglienicke I